# Žarko Udovičić
Žarko Udovičić (ur. 31 sierpnia 1987 w Užicach) – serbski piłkarz, występujący na pozycji pomocnika w serbskim klubie Mladost Lučani.

## Kariera klubowa
W swojej karierze grał także w takich zespołach jak Morava Katrga, Sloboda Užice, Mladost Lučani, Napredak Kruševac, FK Novi Pazar oraz Zagłębie Sosnowiec. W lutym 2015, reprezentując barwy FK Novi Pazar, jeden z pseudokibiców mierzył do niego z naładowanego pistoletu dwa dni po tym, gdy Udovičić zmarnował karnego w meczu z drużyną FK Rad. 20 sierpnia 2015 podpisał kontrakt z Zagłębiem Sosnowiec, z którym w sezonie 2017/18 wywalczył awans do Ekstraklasy.
9 maja 2019 roku podpisał dwuletni kontrakt z zespołem Lechii Gdańsk. W Lechii zadebiutował 19 lipca 2019 w wyjazdowym, zremisowanym 0:0 meczu 1. kolejki Ekstraklasy 2019/2020 z Łódzkim Klubem Sportowym. W 43. minucie meczu sfaulował Jana Grzesika, za co otrzymał początkowo żółtą kartkę, jednak po analizie VAR sędzia Paweł Gil, zmienił decyzję i zamiast żółtej Udovičić otrzymał czerwoną kartkę. Dodatkowo Komisja Ligi zdyskwalifikowała piłkarza na cztery kolejne spotkania ligowe. 20 października 2019 w derbach Trójmiasta, rozgrywanych w ramach 12. kolejki ligowej, Udovičić uderzył sędziego głównego Tomasza Kwiatkowskiego, za co otrzymał czerwoną kartkę. Po meczu Komisja Ligi zdecydowała ukarać pomocnika karą finansową w wysokości 20 tysięcy złotych oraz zawieszeniem na dwa miesiące.
2 czerwca 2022 podpisał roczny kontrakt z Rakowem Częstochowa, w którym zadebiutował 29 lipca 2021 w meczu eliminacji Ligi Konferencji Europy UEFA przeciwko Sūduvie Mariampol. W sezonie 2021/2023 rozegrał trzy spotkania ligowe, a 1 marca 2022 jego kontakt został rozwiązany za porozumieniem stron. Po odejściu z Częstochowy, dołączył do klubu Mladost Lučani.

## Statystyki
(aktualne na dzień 10 marca 2020)
| Klub               | Sezon              | Liga               | Liga  | Liga   | Puchar kraju | Puchar kraju | Europa | Europa | Suma  | Suma   |
| Klub               | Sezon              | Liga               | Mecze | Bramki | Mecze        | Bramki       | Mecze  | Bramki | Mecze | Bramki |
| ------------------ | ------------------ | ------------------ | ----- | ------ | ------------ | ------------ | ------ | ------ | ----- | ------ |
| Sloboda Užice      | 2006/07            | Srpska liga Zapad  | 16    | 0      | –            | –            | –      | –      | 16    | 0      |
| Sloboda Užice      | 2007/08            | Srpska liga Zapad  | 19    | 4      | –            | –            | –      | –      | 19    | 4      |
| Sloboda Užice      | Ogólnie            | Ogólnie            | 35    | 4      | 0            | 0            | 0      | 0      | 35    | 4      |
| Mladost Lučani     | 2008/09            | Prva liga Srbije   | 23    | 0      | –            | –            | –      | –      | 23    | 0      |
| Mladost Lučani     | 2009/10            | Prva liga Srbije   | 34    | 7      | –            | –            | –      | –      | 34    | 7      |
| Mladost Lučani     | 2010/11            | Prva liga Srbije   | 32    | 1      | –            | –            | –      | –      | 32    | 1      |
| Mladost Lučani     | 2011/12            | Prva liga Srbije   | 17    | 3      | 1            | 0            | –      | –      | 18    | 3      |
| Mladost Lučani     | Ogólnie            | Ogólnie            | 106   | 11     | 1            | 0            | 0      | 0      | 107   | 11     |
| Napredak Kruševac  | 2011/12            | Prva liga Srbije   | 17    | 1      | –            | –            | –      | –      | 17    | 1      |
| Napredak Kruševac  | 2012/13            | Prva liga Srbije   | 31    | 2      | –            | –            | –      | –      | 31    | 2      |
| Napredak Kruševac  | 2013/14            | Super liga Srbije  | 15    | 0      | 2            | 0            | –      | –      | 17    | 0      |
| Napredak Kruševac  | Ogólnie            | Ogólnie            | 63    | 3      | 2            | 0            | 0      | 0      | 65    | 3      |
| FK Novi Pazar      | 2014/15            | Super liga Srbije  | 14    | 0      | 1            | 0            | –      | –      | 15    | 0      |
| FK Novi Pazar      | Ogólnie            | Ogólnie            | 14    | 0      | 1            | 0            | 0      | 0      | 15    | 0      |
| Zagłębie Sosnowiec | 2015/16            | 1 Liga             | 22    | 0      | 5            | 0            | –      | –      | 27    | 0      |
| Zagłębie Sosnowiec | 2016/17            | 1 Liga             | 30    | 1      | 2            | 1            | –      | –      | 32    | 2      |
| Zagłębie Sosnowiec | 2017/18            | 1 Liga             | 23    | 2      | –            | –            | –      | –      | 23    | 2      |
| Zagłębie Sosnowiec | 2018/19            | Ekstraklasa        | 33    | 9      | 1            | 0            | –      | –      | 34    | 9      |
| Zagłębie Sosnowiec | Ogólnie            | Ogólnie            | 108   | 12     | 8            | 1            | 0      | 0      | 116   | 13     |
| Lechia Gdańsk      | 2019/20            | Ekstraklasa        | 8     | 1      | 2            | 0            | 2      | 0      | 12    | 1      |
| Lechia Gdańsk      | Ogólnie            | Ogólnie            | 8     | 1      | 2            | 0            | 2      | 0      | 12    | 1      |
| Ogólnie w karierze | Ogólnie w karierze | Ogólnie w karierze | 346   | 32     | 14           | 1            | 2      | 0      | 360   | 33     |

## Sukcesy

### Napredak Kruševac
- Mistrzostwo Prva liga Srbije (1×): 2012/2013

### Zagłębie Sosnowiec
- Wicemistrzostwo 1 Ligi (1×): 2017/2018

### Lechia Gdańsk
- Superpuchar Polski (1×): 2019

### Raków Częstochowa
- Superpuchar Polski (1x): 2021